# Linzia accommodata
Linzia es un género monotípico de plantas fanerógamas de la familia de las asteráceas. Su única especie: Linzia accommodata, es originaria de Zimbabue.

## Descripción
Es una hierba perennifolia arbustiva que alcanza un tamaño de  1 m de altura. Los tallos ramificados con hojas estriadas, blanco lanoso en el crecimiento de los jóvenes, o glabrescentes, glabros por debajo, las ramas ascendentes rígidas. Hojas subcoriáceas, subsésiles, de 8,5 x 2 cm., estrechamente oblanceoladas, el ápice agudo a obtuso, base cuneada estrecha, con márgenes enteros o dentados. Capitulescencias con numerosas cabezas 3-10  laxamente dispuestas en los extremos de las ramas. Corola azul a púrpura y a veces blanca, de 14 mm de largo, estrecho tubular pero  en la extremidad profundamente lobulada. Aquenios de hasta  5 mm largo, vilanos exteriores de 3 mm largo, vilanos internos como setas marrón a púrpura-teñido, algo aplastado y subplumoso, de 11 mm de largo. Conocida sólo en los suelos de serpentina en Zimbabue.

## Taxonomía
Linzia accommodata fue descrita por (Wild) H.Rob. y publicado en Phytologia 87(2): 82. 2005
Sinonimia
- Vernonia accommodata Wild	 basónimo[4]